# 马特·塔吉特 (游泳运动员)
马修·斯蒂芬·塔吉特（英語：Matthew Stephen Targett，1985年12月24日—），澳大利亚男子游泳运动员。曾参加2008年北京奥运和2012年伦敦奥运，其中在2008年北京奥运收获一枚银牌和一枚铜牌，在2012年伦敦奥运则收获一枚铜牌。